# Мій будинок — театр
«Мій будинок — театр» (рос. «Мой дом — театр») — радянський біографічний фільм 1975 року  Бориса Єрмолаєва.

## Сюжет
Біографічний фільм про перший період творчості російського драматурга О. М. Островського. Публікація його першої п'єси «Банкрут» приносить йому успіх. Він починає працювати з великими акторами Малого театру, де були поставлені п'єси «Свої люди — розрахуємося», «Гроза».

## У ролях
- Олександр Кайдановський —  О. М. Островський
- Валентина Малявіна —  Любов Павлівна Косицька
- Галина Польських —  Агафія Іванівна, дружина Островського
- Олег Янковський —  Дмитро Андрійович Горєв, провінційний трагік
- Володимир Заманський —  Михайло Петрович Погодін
- Леонід Кулагін —  Пров Михайлович Садовський
- Олег Анофрієв —  Шмига
- Костянтин Воїнов —  Олексій Миколайович Верстовський
- Сергій Дрейден —  суддівський чиновник
- Борис Іванов —  Михайло Семенович Щепкін
- Герман Качин —  Сергій Васильович Васильєв
- Ігор Кашинцев —  Олександр Михайлович Гедеонов
- Микита Подгорний —  Аполлон Григор'єв
- Віктор Шульгін —  Богданов
- Лариса Вадько —  Софія Павлівна Акімова
- Дмитро Орловський —  швейцар в театрі

## Знімальна група
- Автор сценарію: Сергій Єрмолинський, Володимир Лакшин
- Режисер: Борис Єрмолаєв
- Оператор: Роман Веселер
- Композитор: Мойсей Вайнберг
- Художник: Борис Бланк